# Distrikt Querecotillo
Der Distrikt Querecotillo liegt in der Provinz Sullana der Region Piura in Nordwest-Peru. Der Distrikt wurde vermutlich am 21. Juni 1825 gegründet. Er hat eine Fläche von 270,08 km². Beim Zensus 2017 lebten 26.395 Einwohner im Distrikt. Im Jahr 1993 betrug die Einwohnerzahl 22.437, im Jahr 2007 24.452. Verwaltungssitz ist die 65 m hoch gelegene Kleinstadt Querecotillo mit 13.173 Einwohnern (Stand 2017). Querecotillo liegt am Nordufer des Río Chira etwa 8 km nordnordöstlich der Provinzhauptstadt Sullana. Die Landschaft wird von Wüstenvegetation dominiert. Lediglich entlang des Flusslaufs des Río Chira wird bewässerte Landwirtschaft betrieben. In den Sommermonaten Januar bis März erreichen die Temperaturen 30 bis 37 °C. Während dieser Zeit fallen unregelmäßig Niederschläge. Die Winter sind gewöhnlich kühl.

## Geographische Lage
Der Distrikt Querecotillo liegt im zentralen Südosten der Provinz Sullana. Er hat eine Längsausdehnung in SSW-NNO-Richtung von 27 km sowie eine maximale Breite von 12 km. Der Río Chira strömt entlang der südöstlichen Distriktgrenze nach Südwesten. Er wird im Nordosten des Distrikts durch die Talsperre Poechos aufgestaut.
Der Distrikt Querecotillo grenzt im Westen an den Distrikt Marcavelica, im Norden an den Distrikt Lancones, im Südosten an den Distrikt Sullana sowie im äußersten Südwesten an den Distrikt Salitral.

## Ortschaften (centros poblados)
Im Distrikt gibt es neben dem Hauptort Querecotillo noch folgende Ortschaften:
- Cabo Verde Alto
- Chocán
- El Porvenir
- Hualtacal
- Jaguay de Poechos
- La Horca
- La Margarita
- La Peña
- Nuevo Cautivo
- Nueva Esperanza de Poechos
- Pueblo Nuevo
- Puente de los Serranos
- San Francisco
- San Martín de Poechos
- Santa Cruz
- Santa Elena Alta
- Santa Elena Baja
- Santa Rosa
- Santa Victoria